# EUFOR
Mit dem Akronym EUFOR (von engl. European Union Force) werden zeitlich befristete multinationale Militärverbände der Europäischen Union bezeichnet, die im Rahmen der Gemeinsamen Sicherheits- und Verteidigungspolitik (GSVP) eingesetzt werden. Missionen unter Einsatz von Marine-Kräften werden als EU NAVFOR (auch zusammengeschrieben EUNAVFOR) bezeichnet.

## Führung

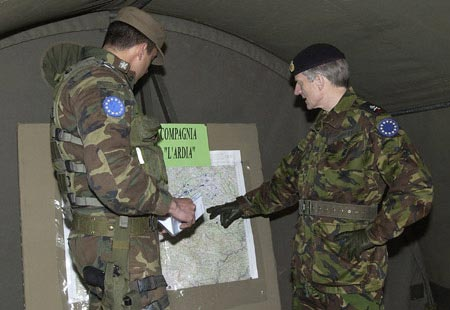
Die Befehlshaber einer EUFOR-Mission besprechen die Taktik, erkennbar ist das Europa-Emblem als Schulterabzeichen

Auf strategischer Ebene erfolgt die politische – und somit oberste – Führung durch das Politische und Sicherheitspolitische Komitee (PSK) der EU. Militärisch liegt die Verantwortung auf dieser Ebene bei einem Operation Commander. Da keine stehende EU-Kommandostruktur vorhanden ist, wird dieser für die jeweilige Mission aus einer der am Einsatz beteiligten Nationen ernannt. Für die Aufstellung eines Stabes, der ihn bei der Planung und Führung unterstützt, sieht die EU drei Optionen vor:
- Zum Aufbau eines Operation Headquarters (OHQ) haben fünf Mitgliedsstaaten innerhalb ihrer militärischen Führungsorganisation Elemente festgelegt, die als Kern für einen, durch internationale Verstärkungskräfte aufwachsenden, Einsatzführungsstab dienen. Frankreich stellt hierfür ein Hauptquartier in Mont Valérien, Paris, das Vereinigte Königreich in Northwood, Deutschland in Potsdam, Italien in Rom und Griechenland in Larissa. Beispiele für die Nutzung dieser Option waren die EUFOR RD Congo unter Führung des Einsatzführungskommandos der Bundeswehr als deutsches OHQ oder EUFOR Tchad/RCA, bei der das französische OHQ aktiviert wurde.
- Eine zweite Möglichkeit zum Aufbau eines OHQ besteht im Rückgriff auf die NATO-Kommandostruktur im Rahmen des Berlin-Plus-Abkommens. Sie findet derzeit Anwendung im Rahmen der Operation Althea, bei der die EUFOR-Kräfte in Bosnien und Herzegowina durch den DSACEUR als Operation Commander im Supreme Headquarters Allied Powers Europe (SHAPE) in Mons als OHQ geführt werden.
- Eine dritte Option ist die Nutzung des EU Operation Centre. Dieses befindet sich seit Januar 2007 in Brüssel und somit in unmittelbarer Nähe zu den entscheidenden politischen Gremien der EU. Das EU Operation Centre wächst nach Aktivierung aus einem Kernstab von acht Offizieren durch Verstärkung durch internationales Personal zum erforderlichen Umfang auf. Zielsetzung ist, innerhalb von fünf Tagen mit 89 zivilen und militärischen Kräften die Planung aufzunehmen, um nach 20 Tagen mit voller Personalstärke eine Operation führen zu können.

Für die Führung auf operativer Ebene wird der Force Commander mit einem streitkräftegemeinsamen und multinational besetzten Stab, dem Force Headquarters (FHQ), ebenfalls für jede Mission separat festgelegt. Er befindet sich mit seinem Gefechtsstand meist im oder in unmittelbarer Nähe zum Einsatzgebiet.

## Einsätze

### Operation in Mazedonien 2003 (Concordia)
Operation Concordia diente der Überwachung des Rahmenabkommens von Ohrid in der früheren jugoslawischen Republik Mazedonien und begann am 31. März 2003. Der Einsatz war das Ergebnis von und ein erster Test für die im Dezember 2002 beschlossene strategische Sicherheitspartnerschaft zwischen NATO und EU. Die EU übernahm dabei den NATO Einsatz „Allied Harmony“, wobei die NATO weiterhin im Einsatzraum unterstützend tätig war. Die Operation Concordia umfasste 350 leicht bewaffnete Soldaten aus 25 Ländern und wurde am 15. Dezember 2003 abgeschlossen. Grundlage des Engagements bildete die Resolution 1371 des Sicherheitsrates der Vereinten Nationen.

### Operation in der Demokratischen Republik Kongo 2003 (Operation Artemis)
Von Juni bis September 2003 wurden etwa 2000 meist französische EUFOR-Soldaten zur Unterstützung der UN-Mission MONUC im Osten der Demokratischen Republik Kongo in Bunia eingesetzt. Die Operation Artemis hatte das Ziel, die Sicherheitslage in der Stadt zu verbessern, nachdem dort Unruhen ausgebrochen waren und die UN-Soldaten vor Ort Unterstützung benötigten. Grundlage der Entsendung war die Resolution 1484 des Sicherheitsrats der Vereinten Nationen vom 30. Mai 2003 und der Beschluss des EU-Rats vom 12. Juni 2003.

### Operation in Bosnien-Herzegowina (Operation Althea, EUFOR in BiH)

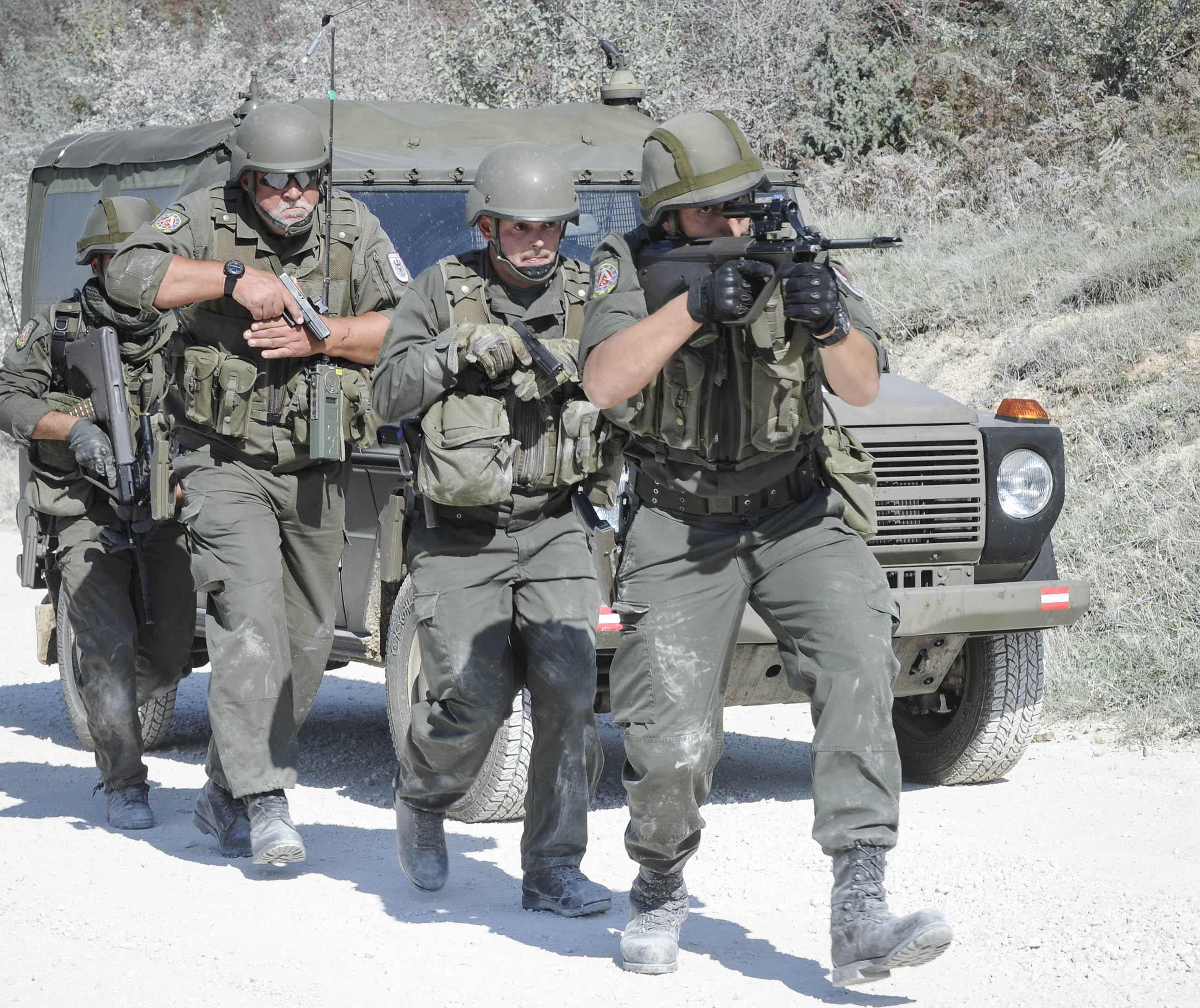
Österreichische EUFOR-Soldaten der Operation Althea

Mit dem Ende von SFOR übernahm am 2. Dezember 2004 die Europäische Union mit der Operation Althea auch militärische Aufgaben im Rahmen der Überwachung und Umsetzung des Dayton-Abkommens in Bosnien-Herzegowina.
Die Größe der unter EU-Kommando stehenden Einheiten entsprach zunächst weitgehend dem letzten Stand der SFOR-Mission. 2007 erfolgte eine massive Umstrukturierung und Truppenreduzierung.

### Operation in der Demokratischen Republik Kongo 2006 (EUFOR RD Congo)

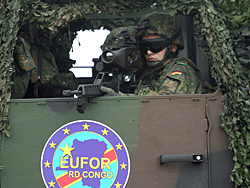
Bundeswehrsoldat während des EUFOR-Einsatzes

Die Idee für eine EU-Militäroperation in der Demokratischen Republik Kongo zur Unterstützung der bereits dort befindlichen UN-Mission MONUC vor und während der dortigen Wahlen 2006 ging von den Vereinten Nationen aus. Einem entsprechenden Konzept stimmte der EU-Rat am 23. März 2006 zu. Das Mandat wurde durch Resolution 1671 des UN-Sicherheitsrats vom 25. April 2006 erteilt. Zwei Tage später wurde die Entsendung vom EU-Rat beschlossen. Der Deutsche Bundestag stimmte am 1. Juni 2006 der Entsendung von 780 Soldaten der Bundeswehr im Rahmen des Einsatzes EUFOR RD Congo zu, der insgesamt rund 2400 Soldaten umfasste. Zum Großteil wurde die Bundeswehr in der kongolesischen Hauptstadt Kinshasa sowie in Libreville/Gabun als ein Teil der Reserve, die so genannte „Over the horizon“-Force (über den Horizont) stationiert. Die restlichen, darunter auch die französischen, Streitkräfte waren dagegen direkt im Kongo eingesetzt.
Die politische Kontrolle des Einsatzes übernahm das Politische und Sicherheitspolitische Komitee der EU, wogegen die militärische Kontrolle durch das Einsatzführungskommando der Bundeswehr in Potsdam als EU-Hauptquartier sichergestellt wurde. Kommandeur dieses Einsatzes war der deutsche Generalleutnant Karlheinz Viereck, das deutsche Kontingent führte Flottillenadmiral Henning Bess.
Die Kosten für Deutschland beliefen sich auf 56 Mio. Euro, die Gesamtkosten betrugen 428 Millionen US-Dollar. Der Einsatz wurde am 30. November 2006 durch den Rat der Europäischen Union planmäßig beendet.

#### Bewertung der Operation
Die Bewertung des Einsatzes ist als ambivalent zu bezeichnen. Die EU führte im Kongo erstmals eine autonom und im multinationalen Rahmen geplante militärische Operation zur Unterstützung der Vereinten Nationen durch. Der Einsatz verlief dabei insgesamt reibungslos, denn im Vorfeld diskutierte Probleme wie eventuell nötige Kampfhandlungen oder die Konfrontation mit Kindersoldaten traten nicht auf. Die Operation gilt daher insgesamt als Erfolg.
Allerdings kam es im Vorfeld zu Problemen bei der Planung, die die EU mangels ausreichender Erfahrung im Einsatz in Afrika überforderte. Die Koordination zwischen den beteiligten Staaten war mangelhaft. Dazu kamen Auseinandersetzungen über die Anzahl an einzusetzenden Soldaten, die Einsatzorte und den Sitz des Hauptquartiers. Nach Lars Colschen war der Einsatz daher kein überzeugender Beweis dafür, dass die EU bereits in der Lage sei, einen bedeutenden Beitrag zum Frieden zu leisten.

### Operation im Tschad und in der Zentralafrikanischen Republik (EUFOR Tchad/RCA)

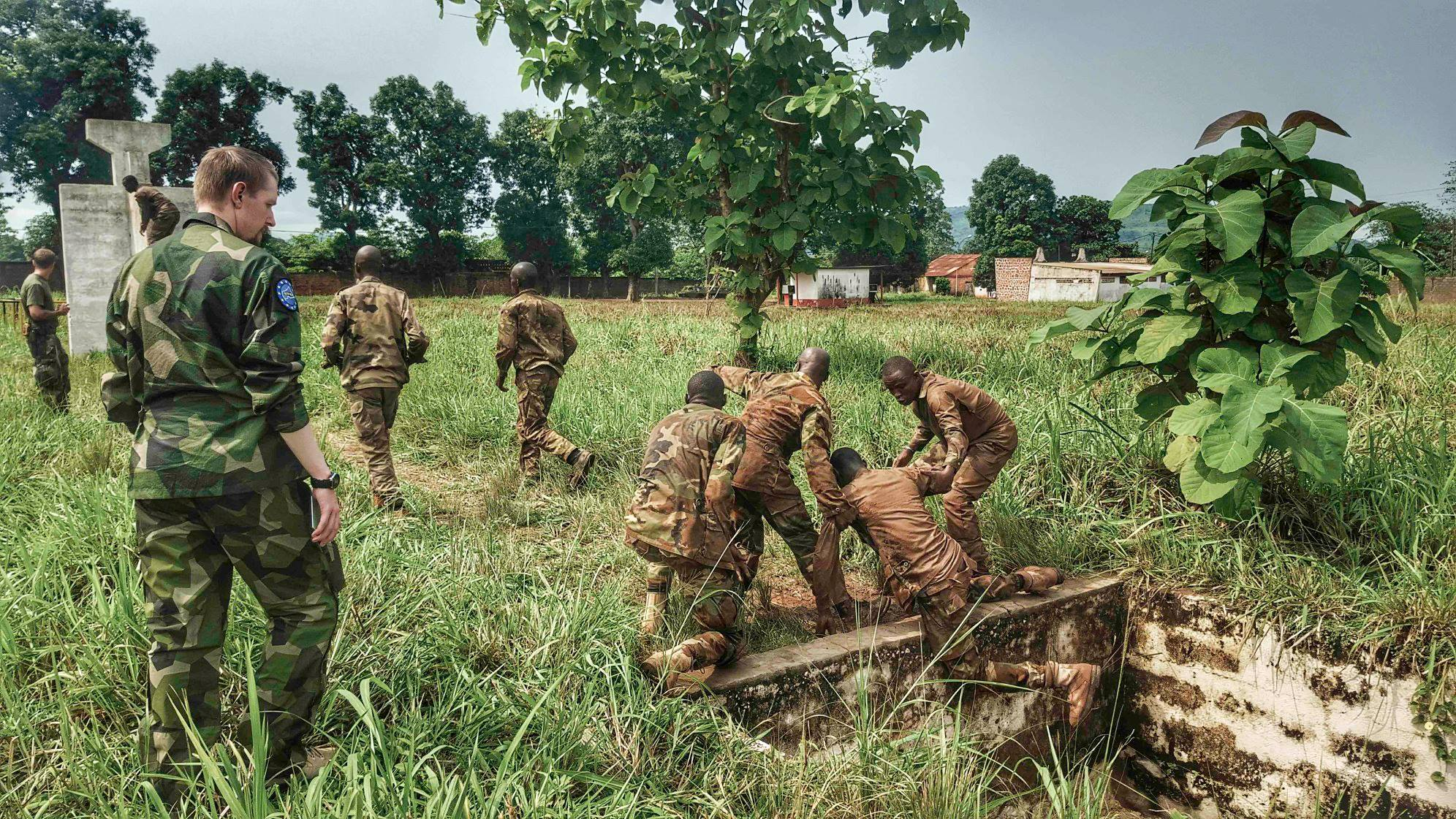
EU-Soldaten bilden zentralafrikanische Kameraden aus

EUFOR Tchad/RCA war vom März 2008 bis März 2009 ein Überbrückungseinsatz zur Unterstützung der UN-Mission MINURCAT in der Zentralafrikanischen Republik und im Tschad mit etwa 3700 Soldaten aus 14 europäischen Ländern. Ihr Auftrag war die Verbesserung der Sicherheitslage für die dort lebenden Menschen, insbesondere Flüchtlinge und Binnenvertriebene, für Personal, das humanitäre Hilfe leistete, sowie die Durchführung humanitärer Hilfsleistungen und der Schutz von Personal, Ausrüstung und Einrichtungen der Vereinten Nationen.

### Operation am Horn von Afrika (EU NAVFOR Somalia – Operation Atalanta)

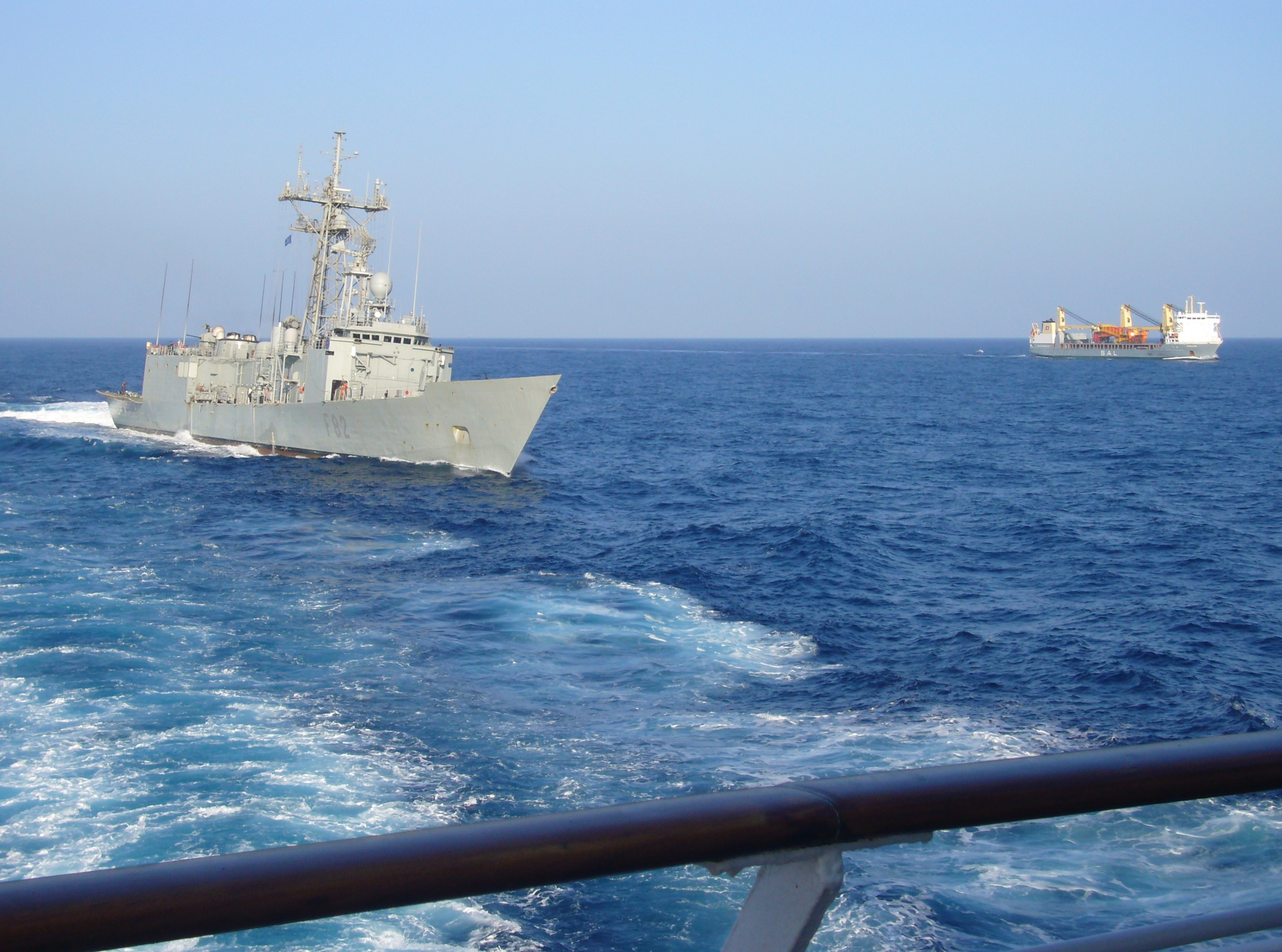
Die Fregatte Victoria während einer Konvoi-Begleitung im Golf von Aden

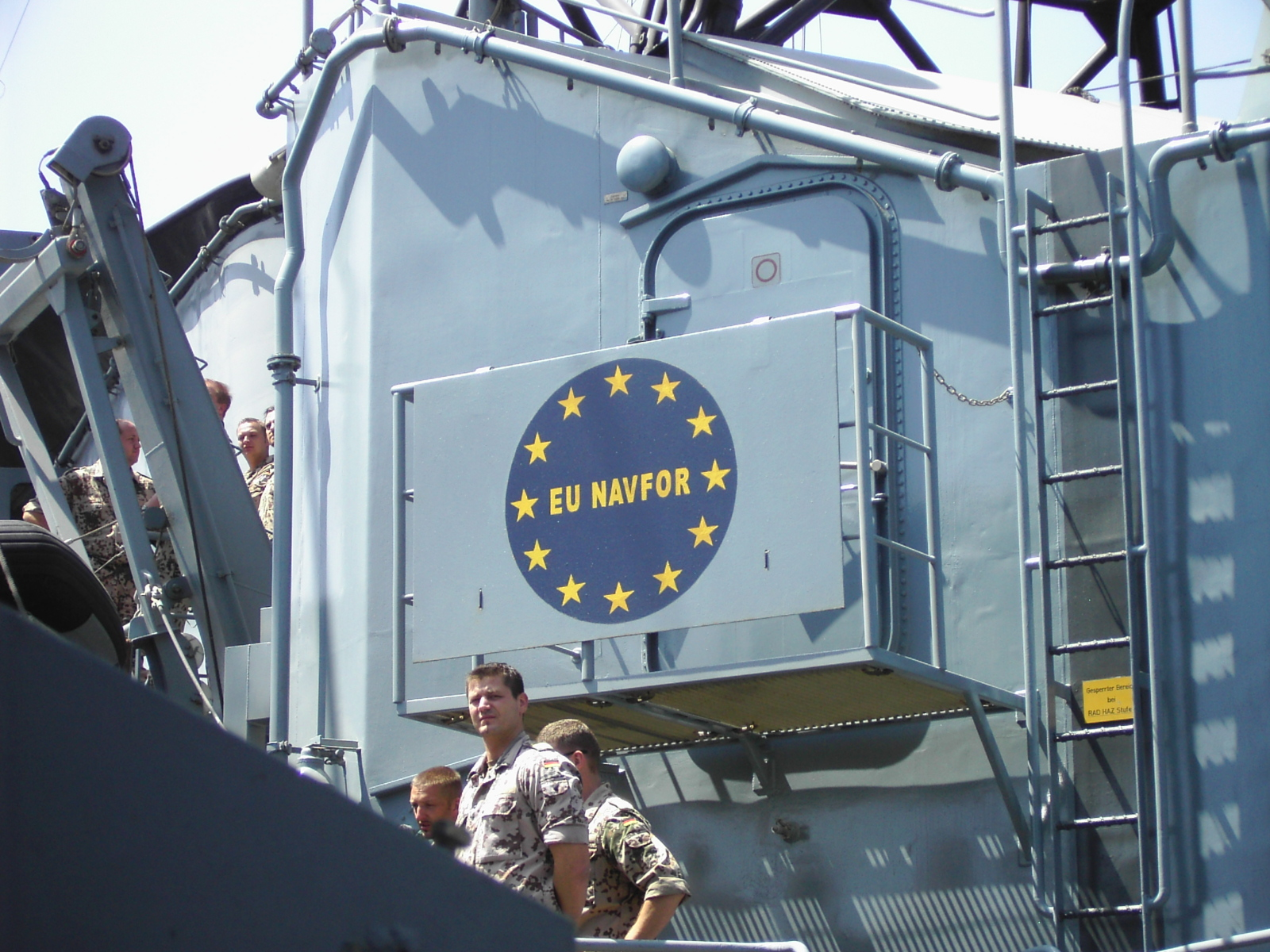
Eine deutsche Fregatte mit EU-Abzeichen bei der Operation Atalanta

Seit Dezember 2008 führt die EU NAVFOR Somalia die Operation Atalanta zum Schutz von humanitären Hilfslieferungen nach Somalia, der freien Seefahrt und zur Bekämpfung der Piraterie vor der Küste Somalias am Horn von Afrika durch. Eine Besonderheit dieser Mission ist, dass es sich um die erste Marineoperation der EU handelt.